# Ассон, Микеланджело
Микеланджело Ассон (1802, Верона — 1877, Венеция) — итальянский врач-хирург, педагог, профессор, переводчик.

## Биография
Родился в еврейской семье. Изучал медицину в Падуанском университете.
Желая посвятить себя научным исследованиям, поступил на работу в больницу в качестве помощника врача-хирурга: так легче было совершенствоваться в анатомических упражнениях и оперативной медицине. Позже стал заниматься практикой в Вероне и вскоре снискал славу известного врача и хирурга.
В 1831 году был назначен директором госпиталя в Венеции, оставаясь в этой должности и после взятия Венеции австрийцами, хотя во время революции 1848—1849 годов и проявил себя непримиримым врагом габсбургского деспотизма. Был главным хирургом военного госпиталя Санта-Кьяра, где неустанно работал, спасая раненых.
В 1850-х годах М. Ассон стал профессором анатомии в Академии изящных искусств.
В 1863 году занял кафедру хирургии в основанной при госпитале Высшей школе практической медицины. Занимался исследованиями хирургических заболеваний кожи, нервной системы, органов чувств и опорно — двигательного аппарата.
Автор свыше 120 работ по теоретической и практической медицине, причём некоторые его произведения ставились специалистами очень высоко. Лучшим трудом считается «Annotazioni anatomo-patologiche e pratiche intorno le chirurgiche malattie» (1842—1845, 4 т.).
Среди его трудов сочинения о самоубийствах из-за различных ран (Венеция 1834), холере (Милан и Падуя, 1836), переломе шейки бедра (1855), анемии слепой кишки (1859), урологических заболеваниях (1857, 1861, 1862), опухолях (1840, 1863), костных травмах (1869, 1871), а также хирургической статистике (1868) и т. д.
Ассон перевёл с французского «Анатомию» М. Биша и поместил ряд статей в «Enciclopedia italiana e dizionario della conversazione» Фальконетти.
Кроме того, Ассон писал и об искусстве; ему, между прочим, принадлежит монография о Данте.
Член Венецианского университета, член-корреспондент, а с 1864 года — член Венецианской академии наук, литературы и искусств, член Медицинско-хирургического общества Феррары и Болоньи, нескольких итальянских и зарубежных академий.
Умер от инсульта в Венеции в 1877 году.

## Награды
- Кавалер ордена Святых Маврикия и Лазаря (1866).